# Åsa Kalmér
Åsa Maria Kalmér, född 26 november 1961 i Engelbrekts församling i Stockholm, är en svensk regissör, skådespelare, manusförfattare och scenograf. Sedan Dramaten-debuten 1991/1992 har hon stått för regin till ett 50-tal produktioner inom teater, film, TV och radioteater.

## Biografi
Kalmér är utbildad vid mimskolan L'École Internationale de Théâtre Jacques Lecoq i Paris. Efter det inledde hon en karriär som skådespelare, och hon startade på 1980-talet Teater Bouffons tillsammans med Michaela Granit.

### Karriär som regissör
1991 gjorde hon regin till sin första teaterpjäs på Dramaten, Bernard-Marie Koltès La nuit just avant les forêts, en pjäs där Thorsten Flinck var en av skådespelarna och som sattes upp på Dramaten. Hon var regiassistent åt Ingmar Bergman vid uppsättningarna av Rummet och tiden (1993) och Vintersagan (1994). Under sin karriär har hon även satt upp pjäser på Stockholms stadsteater, Teater Galeasen, Kungliga Operan och i Finland Kansallis Teatteri och Svenska Teatern.
Kalmér har arbetat med ett antal olika moderna svenska dramatiker, inklusive Katarina Frostenson, Ann Jäderlund, Kristina Lugn och Bodil Malmsten. Bland de utländska dramatikerna som hon tagit sig an finns även Dea Loher. En stor framgång blev uppsättningen 2005 av Laura Ruohonens Drottning K på Elverket Dramaten i Stockholm. Svetlana Aleksijevitj Bön för Tjernobyl tillhör de verklighetsbaserade böckerna som satts upp på scenen, vid sidan av Steve Sem-Sandbergs Theres och Katarina Wennstams Flickan och skulden. Runt Tjernobyl har hon även stått för regin till dokumentärfilmen Aprilregnet.
2001 regisserade hon SVT:s julkalender Kaspar i Nudådalen, till manus av Hans Rosenfeldt och Pernilla Oljelund. På TV har hon också bland annat stått för regin till Åkalla (av Åsa Lantz) och På andra sidan (av Ulf Malmros och Vasa Johansson). Inom operagenren har Kalmér bland annat stått för regin till Ture Rangströms Kronbruden efter August Strindbergs roman (Malmö Opera, 2023).

### Andra aktiviteter
Kalmér har under sin långa teaterkarriär blivit vittne till hur kvinnliga regissörer ofta nedvärderats, ifrågasatts och behövt bevisa sig, där manliga regissörer mer självklart ansetts kapabla. Hösten 2017 startade hon uppropet #metoobackstage, en del av vittnesrörelsen metoo.
2022 debuterade Kalmér som författare. Det skedde med boken Naket – det mest intima, där ett tjugotal kvinnor pratade omkring sina tankar om sexet, lusten och kroppen.  Två år senare följde hon upp detta med Naket – hans mest intima, där lika många män gav sina svar på samma frågor.

## Verk

### Teater (regi)
| År   | Produktion                              | Upphovsmän                                                      | Teater                                            |
| ---- | --------------------------------------- | --------------------------------------------------------------- | ------------------------------------------------- |
| 1992 | Natten före skogarna                    | Bernard-Marie Koltès                                            | Dramaten                                          |
| 1995 | Salome                                  | Ann Jäderlund                                                   | Dramaten                                          |
| 1996 | Solitärer                               | Erik Beckman, Katarina Frostenson, Stig Larsson                 | Teater Galeasen                                   |
| 1997 | Innerst inne                            | Eva Ström                                                       | Riksteatern, Unga riks                            |
| 1997 | Cabaret                                 | John Kander, Fred Ebb, Joe Masteroff Översättning Mia Törnqvist | Parkteatern                                       |
| 1998 | Nattorienterarna                        | Kristina Lugn                                                   | Teater Brunnsgatan Fyra                           |
| 1999 | Bön för Tjernobyl                       | Svetlana Aleksijevitj                                           | Riksteatern, Unga riks                            |
| 1999 | Blåskägg - kvinnornas hopp              | Dea Loher                                                       | Malmö Dramatiska teater                           |
| 2000 | Theres                                  | Steve Sem-Sandberg                                              | Teater Galeasen                                   |
| 2002 | Mater Nexus                             | Lene Theres Teigen                                              | Stockholms stadsteater                            |
| 2003 | Kvinnorna vid svansjön                  | Kristina Lugn                                                   | Stockholms stadsteater                            |
| 2005 | Drottning K                             | Laura Ruohonen                                                  | Dramaten                                          |
| 2005 | Flickan och skulden                     | Jörgen Hjerdt                                                   | Stockholms stadsteater                            |
| 2005 | Det finns ett liv där borta i Vällingby | Kristina Lugn                                                   | Stockholms stadsteater                            |
| 2006 | De sju städerskorna                     | Jörgen Hjerdt                                                   | Dramaten                                          |
| 2007 | Västra kajen                            | Bernard-Marie Koltès                                            | Stockholms stadsteater                            |
| 2008 | Nakna damer på nedre botten mitt emot   | Bodil Malmsten                                                  | Stockholms stadsteater                            |
| 2008 | Gustav Vasa                             | August Strindberg                                               | Dramaten                                          |
| 2008 | Krigsturister                           | Laura Ruohonen                                                  | Finlands nationalteater                           |
| 2010 | Misantropen                             | Jean-Baptiste Molière                                           | Finlands nationalteater                           |
| 2010 | Den inbillningssjuke                    | Jean-Baptiste Molière                                           | Göteborgs Stadsteater                             |
| 2011 | Aurora Karamzin – De bäst anpassade     | Annina Enckell                                                  | Svenska Teatern                                   |
| 2012 | MAD (WO)MEN                             | Michaela Granit & Åsa Kalmér                                    | Teater Brunnsgatan Fyra                           |
| 2012 | Mutter / Fordringsägare                 | Eva Runefelt & August Strindberg                                | Strindbergs Intima Teater/ Stockholms Stadsteater |
| 2013 | Stulna juveler                          | Kristina Lugn                                                   | Stockholms stadsteater                            |
| 2014 | Bibeln                                  | Niklas Rådström                                                 | Stockholms stadsteater                            |

### Radioteater (regi)
| År   | Produktion                  | Upphovsmän          |
| ---- | --------------------------- | ------------------- |
| 1994 | Ulrike Meinhofs sång        | Christopher Barnett |
| 1999 | Konsten att göra ett barn   | Marie Lundgvist     |
| 2000 | Dardanellerna               | Erik Beckman        |
| 2001 | Självporträtt av okända män | Jacob Hirdwall      |
| 2004 | Mammor får inte dö          | Marie Lundqvist     |
| 2009 | Fru Hegnauer kommer         | Lisa Stadler        |
| 2010 | Macbeth - kärlekshistorien  | William Shakespeare |
| 2014 | Marias Villas död           | Ulrika Kärnborg     |
| 2015 | Ungdom utan Gud             | Ödön von Horváth    |

### Filmografi
Skådespelare
- 1986 – Prästkappan (TV-serie)
- 1996 – Grynnan
- 2002 – Stora teatern (TV-serie)
- 2002 – Mantra

Regi
- 2001 – På andra sidan (TV-serie)
- 2001 – Kaspar i Nudådalen (TV-serie)
- 2004 – Skeppsholmen (TV-serie)
- 2004 – Att sörja Linnea, TV-film av Kristina Lugn
- 2008 – Åkalla (TV-serie)
- 2009 – Bandyfarsan (röstregi)
- 2017 – Möte om eftermiddagen (kortfilm)
- 2020 – Lyckoviken (TV-serie)

Manusbearbetning
- 2004 – Att sörja Linnea

## Priser & utmärkelser
Föreställningarna Bön för Tjernobyl samt Ulrike Meinhofs sång valdes för den svenska teaterbiennalen, 2000 respektive 1994. Uppsättningen Maria Villas död av Ulrika Kärnborg nominerades till Prix Italia 2015.
- 1992 – Nöjesguidens pris för Natten före skogarna
- 2003 – Svenska Akademiens teaterpris
- 2003 – Teaterkritikernas pris
- 2005 – Svenska Författarförbundets pris för Mammor får inte dö